# Bathythrix quadrata
Bathythrix quadrata är en stekelart som först beskrevs av André Seyrig 1952.  Bathythrix quadrata ingår i släktet Bathythrix och familjen brokparasitsteklar. Inga underarter finns listade.